# سيزار أباريسيدو رودريغوس
سيزار أباريسيدو رودريغوس (بالبرتغالية: César Aparecido Rodrigues‏) (24 أكتوبر 1974 بساو باولو في البرازيل - ) هو لاعب كرة قدم برازيلي في مركز الوسط. شارك مع منتخب البرازيل لكرة القدم. أما مع النوادي، فقد لعب مع إنتر ميلان وباوليستا ونادي بولونيا ونادي ساو كايتانو ونادي كورينثيانز ونادي لاتسيو ونادي ليفورنو وAS Pescina Valle del Giovenco ‏ وUnião Agrícola Barbarense Futebol Clube ‏ وأتلتيكو يوفنتوس.

## وصلات خارجية
- سيزار أباريسيدو رودريغوس على موقع قاعدة بيانات كرة القدم.إي يو (الإنجليزية)
- سيزار أباريسيدو رودريغوس على موقع بيانات كرة القدم. دي إي (الألمانية)
- سيزار أباريسيدو رودريغوس على موقع ناشيونال فوتبول تيمز (الإنجليزية)
- سيزار أباريسيدو رودريغوس على موقع عالم كرة القدم.نت (الإنجليزية)